# Cmentarz Wolnego Związku Religijnego
Cmentarz Wolnego Związku Religijnego we Wrocławiu, niem. Freidenkerfriedhof (dawniej cmentarz ofiar epidemii cholery z 1831, niem. Cholerafriedhof) – cmentarz utworzony przez magistrat wrocławski na Szczepinie, z dala od ówczesnej ścisłej zabudowy miasta (przy Bunzlauer Straße, obecnie ulica Bolesławiecka; w pobliżu An der Hahnenkrähe, obecnej ul. Stacyjnej oraz Frankfurter Straße, obecnej Legnickiej) po wybuchu epidemii.
Kilkanaście lat po epidemii, w roku 1845, cmentarz objął w zarząd powstały rok wcześniej z inicjatywy ks. Johannesa Ronge Niemiecki Kościół Katolicki, zwany też (do 1859) Katolicką Wspólnotą w Chrystusie. Kilka lat później, w roku 1849, wskutek nałożonej nań przez biskupa wrocławskiego Melchiora von Diepenbrocka ekskomuniki, J. Ronge wyemigrował do Londynu, a w roku 1859 członkowie wspólnoty weszli w skład liberalno-racjonalistycznego ruchu religijnego noszącego nazwę Wolnego Związku Religijnego.
Zmarły w ubóstwie Christian Gottfried Daniel Nees von Esenbeck, były profesor uniwersytetów w Erlangen, Bonn i Wrocławiu, lekarz, botanik oraz działacz społeczny i polityczny, były poseł do pruskiego landtagu, pochowany został w roku 1858 w południowo-zachodniej części cmentarza Wolnego Związku Religijnego. Nagrobek von Esenbecka z jego reliefowym przedstawieniem miał kształt postumentu na kwadratowej podstawie.
W 1906 roku na cmentarzu postawiony został dom przedpogrzebowy. Po rozwiązaniu gminy wyznaniowej w roku 1938 cmentarz został zamknięty, a ostatecznie zlikwidowano go w 1957 roku. Obecnie teren dawnego cmentarza wchodzi w skład Parku Aleksandry Natalli-Świat, upamiętniającego polską posłankę, która zginęła w katastrofie polskiego Tu-154 w Smoleńsku w 2010 roku